# چن چی‌شین
چن چی‌شین (انگلیسی: Chen Chi-hsin؛ زادهٔ ۱۶ مهٔ ۱۹۶۲) بازیکن بیسبال اهل تایوان است.